# Wiha Werkzeuge

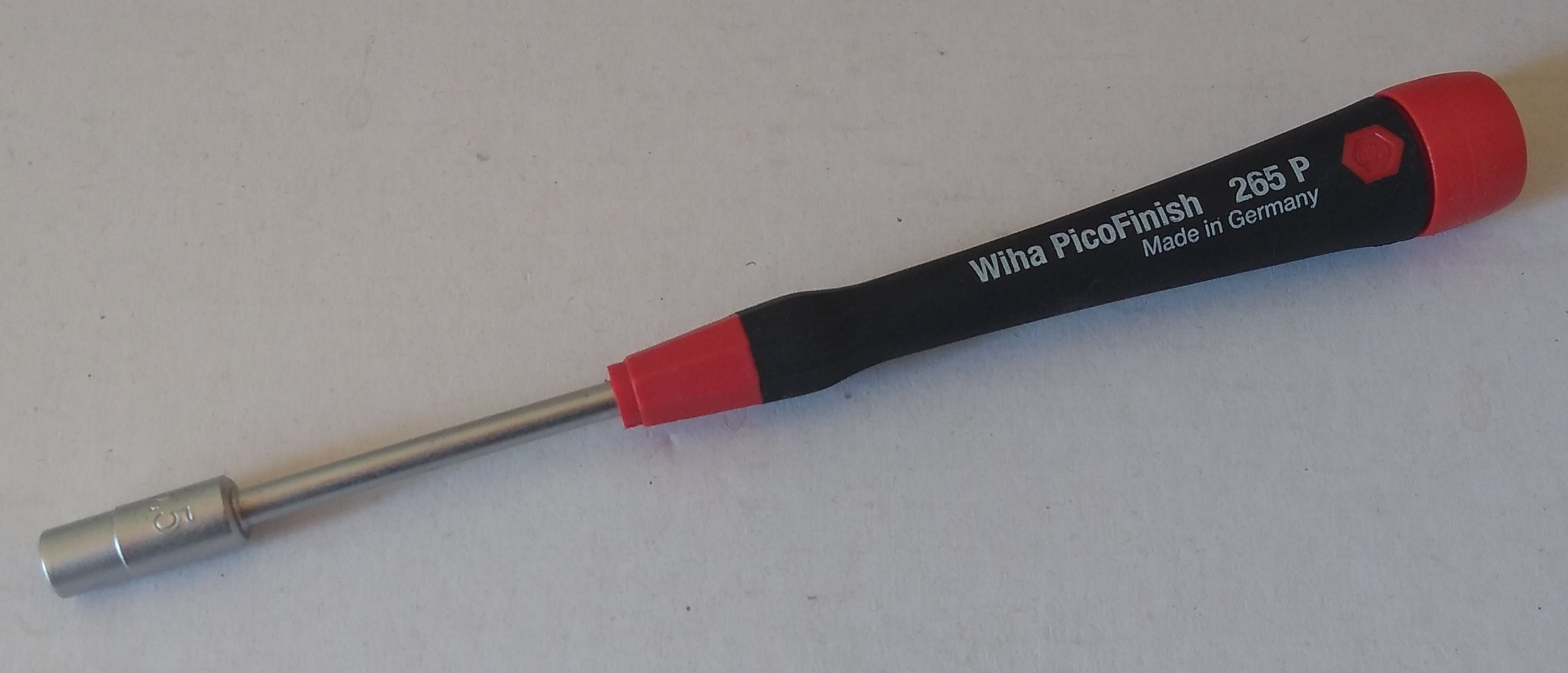
Steckschlüssel mit Schlüsselweite 5,5 der Firma Wiha

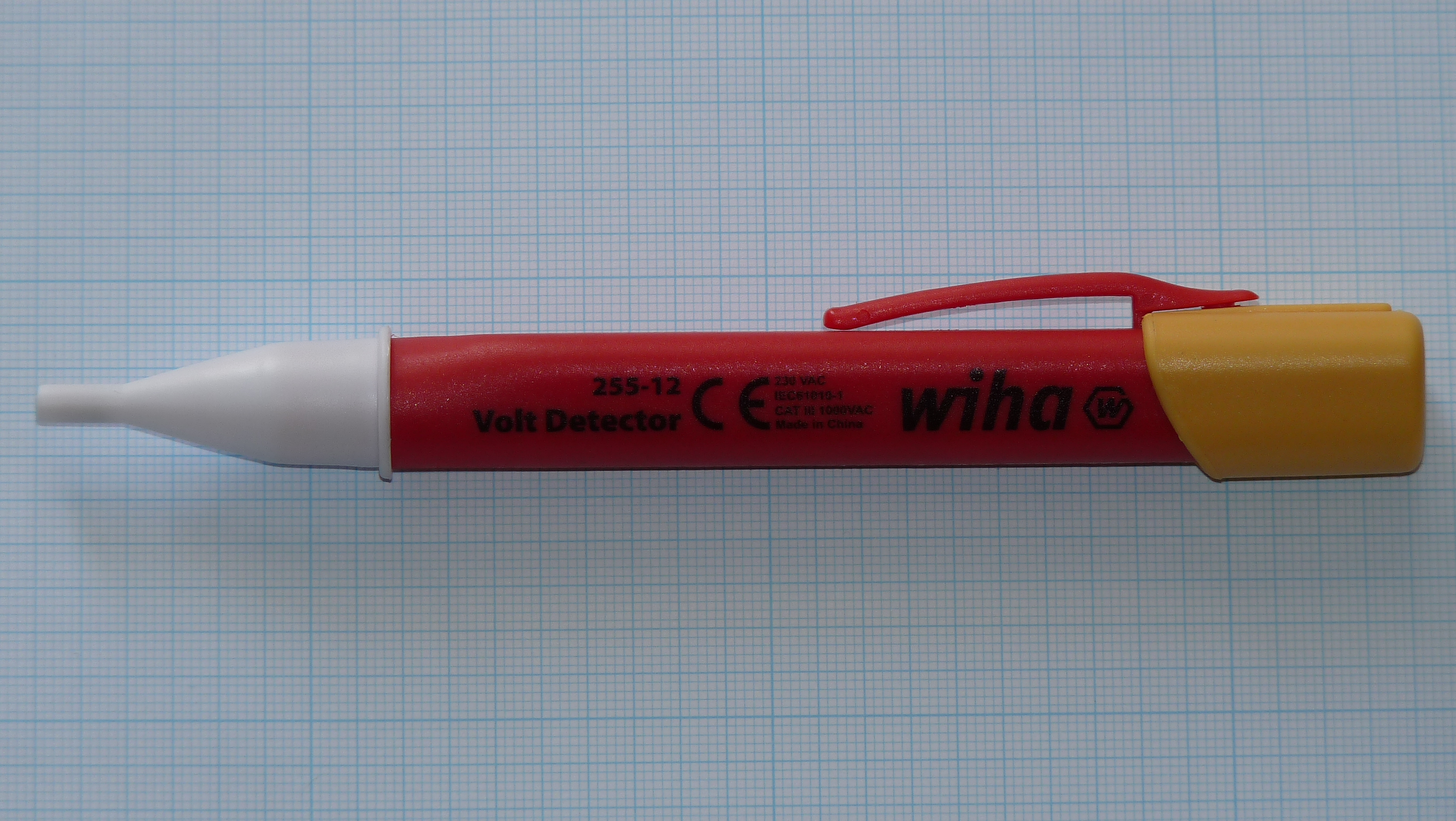
Spannungsprüfer der Firma Wiha

Die Wiha Werkzeuge GmbH ist  ein Hersteller von Handwerkzeugen für Industrie und Handwerk mit Sitz in Schonach im Schwarzwald. Als Stammgesellschaft der Wiha-Gruppe kontrolliert die Wiha Werkzeuge GmbH Produktionsstandorte in Deutschland, der Schweiz, Polen und Vietnam sowie Vertriebsgesellschaften in Europa, Amerika, Asien und Neuseeland. Das Unternehmen ist in dritter Generation familiengeführt.
Wiha produziert und vertreibt weltweit hauptsächlich Werkzeugsortimente, Schraubenzieher, Drehmoment-Werkzeuge, Multifunktions-Werkzeuge, Stiftschlüssel, Bits, Zangen, Schlag- und Messwerkzeuge. Neben Standardausführungen werden auch schutzisolierte Werkzeuge hergestellt, die den DIN-VDE-Normen für Handwerkzeuge zum Gebrauch für Arbeiten unter Spannung entsprechen (sogenannte VDE-Werkzeuge), sowie antistatische Werkzeuge für Arbeiten an empfindlichen elektronischen Bauteilen (ESD-Werkzeuge).

## Geschichte
Die Wiha Werkzeuge GmbH ging aus der 1939 in Wuppertal gegründeten Willi Hahn GmbH & Co. KG hervor. Die Wiha Werkzeuge GmbH in ihrer heutigen Form entstand 2001, ebenso ihre Schwestergesellschaft, die Wuppertaler Willi Hahn GmbH.
Der Gründer Willi Hahn produzierte am Standort Wuppertal Formteile und Schrauben. Im Mai/Juni 1943 verlagerte Hahn den Firmensitz nach Schonach. Hier begann nach Ende des Zweiten Weltkriegs 1947 die Schraubenzieherfertigung. Die Produktion in Wuppertal wurde 1948 wieder aufgenommen; der Standort Schonach entwickelte sich in den folgenden Jahren zu einer eigenständigen Firma. 1966 erwarb Wiha ein Werk in der 22 km entfernten Gemeinde Mönchweiler. Weitere Produktionsstandorte entstanden in Buchs (Schweiz, 2002 durch Kauf der Kunststoffwerk AG Buchs), in Danzig (Polen, 2005) und in Song Cong (Vietnam, 2007).
1985 gründete Wiha eine Niederlassung in den USA (heute Willi Hahn Corp.). Weitere Vertriebsgesellschaften etablierten sich in Frankreich, Großbritannien und Spanien (1991), in Polen (2000), China (2005), Dänemark (2006), Indien und Kanada (2008), Singapur (2009) und Finnland (2016).
1997 führte Wiha mit der Marke SoftFinish ein ergonomisches Griffdesign für Schraubenzieher ein. Seit 2006 stellt Wiha auch Zangen her. Mit der Marke Inomic brachte das Unternehmen 2008 einen abgewinkelten Zangengriff auf den Markt, der beim Arbeiten mit der Zange eine gerade Haltung des Handgelenks ermöglicht. Nach Angaben des Unternehmens handelt es sich bei dem Schraubenzieher mit Hybridantrieb (durch zuschaltbare elektrische Schraubunterstützung) um das erste Produkt seiner Art auf dem Handwerksmarkt.
Wiha ist Mitglied im Wirtschaftsverband Industrieller Unternehmen Baden.

## Unternehmensgruppe
Die Wiha Werkzeuge GmbH (Schonach) ist das Stammunternehmen der Wiha-Gruppe. Die Gesellschaft betreibt die Produktionsstandorte Schonach (Werkzeugbau und Kunststofffertigung) und Mönchweiler (Fertigung von Klingen und Stiftschlüsseln). Zur Gruppe gehören die Produktionsgesellschaften Kunststoffwerk AG in Buchs (Schweiz) (Produktion von Messwerkzeugen und Kunststoffschlauchsystemen), Wiha Werkzeuge Sp. z o. o. in Gdańsk (Polen) und Wiha Vietnam Co. Ltd. in Song Cong (Vietnam) sowie die Vertriebsgesellschaften Wiha France (Frankreich), Wiha Iberia (Spanien), Wiha Tools Ltd. (UK), Wiha Polska Sp. z o.o. (Polen), Wiha Tools Shanghai Co. Ltd. (China), Wiha Nordic A/S (Dänemark), Wiha Tools Canada Ltd. (Kanada), Wiha Asia Pacific Pte. Ltd. (Singapur) und Wiha Finland Oy (Finnland).

## Auszeichnungen

### Produktdesign
Seit 1992 erhielt Wiha zwanzig iF Design Awards. Zu den dem Unternehmen verliehenen Designpreisen gehören weiterhin sechs Red Dot Design Awards und mehrfache Auszeichnungen mit dem vom Design Center Baden-Württemberg ausgelobten Designpreis Focus Open, 2019 den German Design Award in Gold.

### Unternehmen
2014 wurde Wiha der MX Award in der in diesem Jahr erstmals aufgestellten Kategorie „Bestes KMU“ verliehen. 2016 wurde der Werkzeughersteller mit dem „Top 100“-Siegel für besonders innovative mittelständische Unternehmen ausgezeichnet.

## Sportsponsoring
Wiha ist seit 2010 Namenssponsor des Basketballteams Wiha Panthers aus Villingen-Schwenningen. Seit 2017 unterstützt das Unternehmen als Sponsor den SC Freiburg.